# ألبيزيا
ألبيزيا أو ألبيزية جنس من الفصيلة البقولية. يضم حوالي 150 نوعا من الأشجار والشجيرات المدارية والاستوائية سريعة النمو.
تتواجد أنواعه في آسيا وإفريقيا وأستراليا وأمريكا الجنوبية وأمريكا الوسطى والأجزاء الجنوبية من أمريكا الشمالية.

## من أنواعه
- ألبيزيا زهرة الحرير (باللاتينية: Albizia julibrissin)
- اللبخ (باللاتينية: Albizia lebbeck)
- ألبيزيا عطرية (باللاتينية: Albizia odoratissima)
- ألبيزيا صينية (باللاتينية: Albizia chinensis)